# Bashō (cràter)
Bashō és un cràter d'impacte en el planeta Mercuri de 75 km de diàmetre. Porta el nom del poeta japonès Matsuo Bashō (1644-1694), i el seu nom va ser aprovat per la Unió Astronòmica Internacional el 1979.
És una característica prominent en la superfície de Mercuri a causa dels seus raigs brillants. Les fotografies de les sondes espacials Mariner 10 i MESSENGER de la NASA mostren un curiós halo de material fosc al voltant del cràter.